# Canberk Dilaver
Canberk Dilaver (* 1. Juni 1993 in Samsun) ist ein türkischer Fußballspieler.

## Karriere

### Verein
Dilaver begann mit dem Vereinsfußball 2007 in der Nachwuchsabteilung von Samsunspor. Begünstigt durch den Umstand, dass dieser Verein im Sommer 2012 hochverschuldet von der Süper Lig in die TFF 1. Lig, der 2. türkischen Liga, abgestiegen war und nahezu alle Profispieler den Verein verließen, wurden Spieler von den Nachwuchs- und Reservemannschaften in die 1. Mannschaft aufgenommen. Unter diesen Spielern befand sich auch Dilaver.
Im Sommer 2013 wechselte Dilaver zum Ligarivalen Orduspor. Nachdem er die Hinrunde der Saison 2014/15 bei Manisaspor verbracht hatte, wechselte er zur Rückrunde zum Drittligisten 1461 Trabzon. Am Ende der Drittligasaison 2014/15 konnte er mit seinem Verein die Play-offs der Liga gewinnen und damit den direkten Wiederaufstieg erreichen.
Zur Saison 2015/16 wechselte er zum Ligarivalen Adanaspor. Mit diesem Verein erreichte er zum Saisonende die Zweitligameisterschaft und damit den Aufstieg in die Süper Lig. Nach einer halben Saison in der Süper Lig, in der er über sporadische Einsätze nicht hinauskam, zog er in der Winterpause zum Zweitligisten Göztepe Izmir weiter. Mit diesem Verein erreichte er zum Sommer 2017 den Play-off-Sieg der TFF 1. Lig und damit den Aufstieg in die Süper Lig. Nach dem Aufstieg wurde er zur neuen Saison an den Zweitligisten Giresunspor ausgeliehen.

### Nationalmannschaft
Dilaver absolvierte 2013 zwei Spiele für die türkische U-20-Nationalmannschaft.

## Erfolge
Mit 1461 Trabzon
- Play-off-Sieger der TFF 2. Lig und Aufstieg in die TFF 1. Lig: 2014/15

Mit Adanaspor
- Meister der TFF 1. Lig und Aufstieg in die Süper Lig: 2015/16

Mit Göztepe Izmir
- Play-off-Sieger der TFF 1. Lig und Aufstieg in die Süper Lig: 2016/17